# 小岔河乡
小岔河乡，是中华人民共和国四川省凉山彝族自治州会东县曾经下辖的一个乡。

## 行政区划
小岔河乡撤销前下辖以下地区：
车拉河村、各可村、新洪村、热水村、沙拉河村、小岔河村、葡萄村和朱家坟村。